# 馬貞妃 (明世宗)
榮安貞妃（16世纪？—1564年），馬氏，追贈錦衣衛指揮同知馬景之女，錦衣衛指揮同知馬龍之姐妹，明朝明世宗朱厚熜之妃。

## 生平
馬氏的出生及入宮日期均不詳。嘉靖二十一年（1542年），馬氏居住於西苑仁壽宮。二月十二日，明世宗令禮部將「未封御侍」二人封為妃，張氏封為淑妃，馬氏封為貞妃。二月二十日，馬貞妃之兄弟馬龍「陞指揮同知，併贈其父景，官同」。二月二十八日，正式冊封淑妃、貞妃，命成國公朱希忠代告景神殿，京山侯崔元、遂安伯陳鏸為正使持節，大學士翟鑾、禮部尚書嚴嵩為副使捧冊。有學者根據貞妃冊文中「持一敬以交神明」及「禮玄事神」之句，推測馬氏受封很有可能是由於她在奉玄等事的態度上得到嘉靖帝的贊賞。
嘉靖二十一年九月十一日，賜馬貞妃之父錦衣衛指揮同知馬景祭葬如例。永清縣有「明内錦衣衛指揮同知馬景墓，在縣南門外西南墳圈」，從碑文可知嘉靖二十一年十二月初九日，嘉靖帝曾遣武英殿大學士嚴嵩進行諭祭。
嘉靖三十三年正月十七日，舍人郭寧奉貞妃馬氏與敬妃文氏的令旨：「今月二十六日，恭遇皇上景命昌辰，先於甲子為始，特命官道，只就淨樂宮修建玉籙慶聖賀師祝壽進袍懸幡吉祥大齋五晝夜，至二十七日圓滿，陳設諸真清醮一千二百分位」，可見嘉靖帝對武當山道教的祭拜活動影響到後宮等人到武當山修建齋醮等活動。嘉靖三十四年二月十四日，賜給馬貞妃之姪錦衣衛指揮馬倉祭一壇及喪葬銀四百五十兩。嘉靖四十四年七月初四日，馬貞妃薨逝，嘉靖帝下旨賜諡號曰「榮安」，並葬在天壽山永陵之旁，喪葬禮儀依照閻貴妃之例辦理。嘉靖四十五年之後，孝潔皇后享殿之內，正中安置孝潔皇后的神主，東邊第一室安置榮安惠順端僖皇貴妃閻氏及哀冲太子的神主，西邊第一室安置端和恭順溫僖皇貴妃王氏及莊敬太子的神主，東邊第二室安置恭淑安僖榮妃楊氏與懷榮賢妃鄭氏的神主，而西邊第二室則安置榮安貞妃馬氏的神主。
除此之外，根據《鉅鹿縣志》的記載，同知馬時中之女馬常嬪年幼時就具有誠摯純厚的性情，長大後「端莊凝重，寡言笑」，相面的人說她不是尋常女子。到了及笄之年，馬氏被父親推薦進宮，侍奉嘉靖帝，深受禮遇，被冊封為常嬪。馬常嬪去世之後，陪葬於天壽山，父親馬時中亦被封為中順大夫。此處可能將馬常嬪與馬景之女榮安貞妃馬氏的生平事蹟混為一談。

## 榮安貞妃馬氏壙誌
《鑑江初集》所錄入的《榮安貞妃馬氏壙誌》節錄如下：
```
「妃姓馬氏，口口人，父口口，母口氏。妃自少敏慧不凡，於嘉靖口口年口月口日，以選入內庭，列嬪御。我皇上特奇之，授以教法玄書，輒能通其大義，而儀度端雅，尤有克當上意者，故凡壇宇焚X，妃必與焉，秩儀展事，恊贊力居多，口年口月口日册封爲貞妃。妃既膺顯號，益篤小心，事上贊玄，餘二十載，恭勤如一日。葢聖皇脩齊之化，洽于宮闈，欽若之誠，徹于終始，而妃則日侍左右，X濡最深者，宜其德之純懿若此也。四十三年仲春，妃忽得奇疾，諸醫不能措手，上乃賜之𤫊符，服之良愈。越四十四年之夏，舊疾復作，竟以是歲七月口日時薨，其生口年口月口日口時，至是享年僅口歲，上憫悼有加，詔有司禮儀視皇貴妃例，輟視三日，復追前劳，以是口月口日謚爲荣安［……］塟於天壽山之陵次，其期則嘉靖四十四年口月口日口時也。夫存順沒寧者，理之正；生榮死哀者，遇之奇。以婦道而得此，固亦難矣。若妃者，夙承玄教，恪遵坤範，以迄于考終，而又先後蒙恩，優隆超越，則壽雖弗遐，而順寧之理、哀荣之遇，已兼得之矣，亦復奚憾乎哉？」
```

由此可知，榮安貞妃馬氏自幼聰慧過人，被選入宮為嬪御後，獲得嘉靖帝的格外賞識。嘉靖帝向她傳授道教玄書時，亦能領會其精髓，且儀態端莊文雅，尤為合乎嘉靖帝的心意。每次舉行祭祀時，馬氏必定會參與其中，並會協助處理禮儀事務，貢獻甚多。馬氏被冊封為貞妃之後，變得更加謹慎恭敬，輔佐嘉靖帝修道，二十餘年如一日，始終勤勉。馬氏常伴君側，深受道教浸染，德行自然純粹高尚。嘉靖四十三年二月，馬貞妃突患怪病，眾太醫均束手無策，馬氏服用嘉靖帝賜予的靈符後便痊癒，但嘉靖四十四年夏天，舊病復發，隨後在七月去世。嘉靖帝十分哀傷悲悼，下令按照皇貴妃的規格辦理其喪禮，輟朝三日，並賜謚號曰「榮安」，葬於天壽山陵墓之旁。

## 備註
1. ↑  傅維鱗撰《明書》記明世宗位下有「貴妃馬氏，諡榮安」[1]，疑為馬貞妃之誤寫。談遷撰《國榷》稱嘉靖帝位下有「榮安貞妃馬氏」與「榮安貴妃馬氏」[2]，原作者應誤以為被誤寫為榮安貴妃的馬氏與榮安貞妃馬氏為兩個不同的人物。
2. ↑  嘉靖二十一年二月，冊封張氏、馬氏為妃，冊封儀仗隊和執事官自紫禁城出發，「由右順門至迎和門」，進至二妃寢宮行冊禮。禮畢，張淑妃、馬貞妃「各具禮服於仁壽宮，候上服皮弁服，升座，皇后亦具服升座」，向嘉靖帝及皇后行拜禮。仁壽宮位於西苑，而迎和門即為出入仁壽宮的大門。有學者認為二妃的冊禮與拜禮都在仁壽宮而非大內舉行，說明此時嘉靖帝、皇后與二妃都居住於西苑仁壽宮[4]。